# Expedición del Norte
La Expedición del Norte (1926-1927) fue una campaña militar del Ejército Nacional Revolucionario, dirigida por Chiang Kai-shek, que avanzó al norte desde Cantón hasta el río Yangtsé enfrentándose a los poderosos caciques militares del norte de China. La expedición logró su objetivo de reunir nuevamente todo el país bajo un mismo gobierno, aunque solo de forma teórica y precaria: muchos de los caudillos militares simplemente se unieron al Kuomintang conservando sus tropas y el control sobre sus territorios.
En la Expedición del Norte participaron consejeros soviéticos y la URSS envió armamento a las fuerzas nacionalistas. Después de haber derrotado a los caudillos militares del norte, el ejército nacionalista protestó al Reino Unido por ser una potencia imperialista y lo convirtió en su principal enemigo. En respuesta, los británicos devolvieron sus concesiones en Hankou y Jiujiang, pero se prepararon para defender Shanghái, que se negaban a entregar al nuevo gobierno de Chiang.
El Kuomintang comenzó su asalto a Hunan en julio y entre agosto y septiembre se libró la dura batalla por las tres ciudades de Wuhan, trasladándose entonces por fin Wu al sur, pero demasiado tarde para contener al Kuomintang que el 6 de septiembre de 1926 tomaba una de ellas, Hanyang, que contaba con un importantísimo arsenal. Parte de las victorias de los sureños se debió tanto a la falta de resistencia de algunas unidades enemigas, que se pasaron a sus filas o se retiraron sin combatir, como a la simpatía de la población que, harta de la opresión de los ejércitos de los caciques militares, acogió en general con alborozo el avance de sus unidades.
La alianza entre los comunistas y los nacionalistas se desintegró durante la campaña, cuando los sindicatos comunistas capturaron Shanghái y Chiang los atacó en abril en la matanza de 1927. Más tarde, cuando instauró su nuevo Gobierno en Nankín, expulsó a los comunistas del mismo, acabándose así dicha coalición, que había comenzado en 1923.

## Antecedentes
Desde la fundación del gobierno de Cantón por Sun Yatsen en 1917 tras la disolución del parlamento de Pekín sus partidarios habían sopesado la posibilidad de realizar una campaña contra los militares que controlaban la política del Gobierno de Beiyang, reconocido internacionalmente, en Pekín. En mayo de 1922 Sun Yatsen se disponía a lanzar la ofensiva contra el norte cuando Wu Peifu logró convencer a su subordinado Chen Jiongming para rebelarse contra Sun, que hubo de abandonar Cantón y sus esperanzas de campaña.
Solamente con el regreso de Sun a Cantón y la formación del Primer Frente Unido y la creación con la ayuda soviética de la nueva Academia Militar de Whampoa, revivió el proyecto, ahora comandado por Chiang Kai-shek.
Tras la muerte de Sun, el julio de 1925, el Kuomintang proclamó un Gobierno nacional, a pesar de que aún no había resuelto quién dentro del partido sucedería al fundador fallecido. Por entonces, el poder estaba dividido entre Chiang, principal jefe militar de la organización, y Wang Jingwei. En marzo de 1926, Chiang logró deshacerse de Wang y limitar la influencia de los comunistas, aunque aún no eliminarlos.
Los asesores soviéticos presentaron los primeros borradores de campaña en la primavera de 1925, y el proceso de planificación continuó a lo largo de ese año y de principios del siguiente.

## Situación de los bandos enfrentados

China en 1925, dividida en feudos de caciques militares. Al sur, los territorios controlados por el Kuomintang y sus aliados, los caudillos militares de la camarilla de Guangxi.

En principio, el enemigo contaba con gran superioridad numérica —unos setecientos cincuenta mil hombres, cinco veces más que las fuerzas del Kuomintang— y de armamento. El Kuomintang tampoco contaba con el dinero necesario para sufragar la expedición, que acaparaba tres cuartas partes del presupuesto del Gobierno de Cantón y lo sumió de inmediato en un importante déficit. La situación en Cantón, con enfrentamientos entre trabajadores, abundante paro y un boicoteo de Hong Kong que estorbaba las comunicaciones con el ejército que marchaba al norte, tampoco favorecía la campaña. Por otra parte, el hartazgo de la población con las luchas entre caciques militares, el bandidaje y la explotación, y el programa popular del Kuomintang favorecían a este. La vaga ideología del movimiento también le permitía atraer a diversos grupos de población. El enemigo también se hallaba debilitado por las últimas guerras de 1924 entre camarillas.

### Fuerzas de los caudillos militares del norte
Tres agrupaciones militares constituían el enemigo primordial —si bien no único— del Kuomintang y de sus aliados:
- En Hubei, Henan y Hunan, Wu Peifu trataba de forjar una liga de militares lo suficientemente poderosa como para aplastar al Guominjun en el norte y al Kuomintang en el sur.[9] Aunque sus divisiones eran de calidad, dependía de algunos generales de lealtad dudosa.[9] Se calculaba que contaba con unos doscientos mil soldados, si bien la cifra es probablemente excesiva.[9]

- Al este se hallaba Sun Chuanfang, que encabezaba otra coalición militar que dominaba las ricas provincias del bajo Yangtsé (Fujian, Zhejiang, Jiangsu, Anhui y Jiangxi). Sus fuerzas se calculaban también en unos doscientos mil hombres.[9]

- Al norte se encontraba el más poderoso de los caciques militares del norte, Zhang Zuolin, que gobernaba Manchuria, Shandong y parte de Zhili.[9] Contaba con unos trescientos cincuenta mil soldados.[9]

Wu y Zhang, aunque antiguos enemigos, sostenían juntos al Gobierno pequinés y se enfrentaban a los ejércitos de Feng Yuxiang en el noroeste, que contaban con el sostén de la URSS. En mayo de 1926, Feng partió a Moscú en busca de mayor ayuda al tiempo que enviaba emisarios a Cantón a tratar con el Kuomintang.

### Fuerzas del Kuomintang
Las unidades que marcharon al norte se agrupaban en ocho ejércitos, muy distintos entre sí. El que contaba con mejor instrucción y gozaba de precedencia en el reparto de armamento era el 1.er Ejército, mandado por el propio Chiang. Con veinte mil hombres, incluía un importante contingente de la Academia Militar de Whampoa y de veteranos de las anteriores expediciones emprendidas por el Gobierno de Cantón contra Chen Jiongming. Los formaban cinco divisiones y diecinueve regimientos, y era el mayor cuerpo de ejército del Ejército Nacional Revolucionario.
El 2.º Ejército, compuesto por quince mil hombres, lo mandaba un aliado político de Chiang, Tan Yankai, antiguo gobernador de Hunan y partidario de Sun Yat-sen. Contaba con cuatro divisiones y doce regimientos y gran parte de los soldados provenían de la provincia de Hunan.

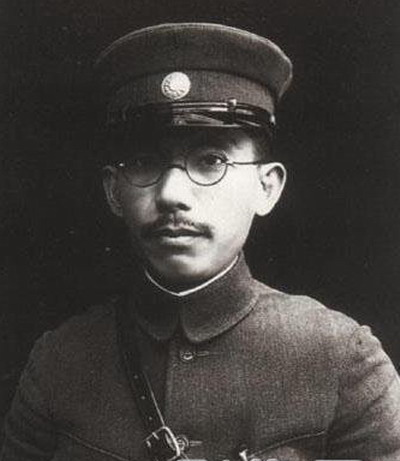
Tang Shengzi, jefe de algunas unidades destinadas en Hunan que conformaron el 8.º Ejército del ENR. Sus fuerzas sostuvieron los primeros combates contra los caudillos militares del norte.

El 3.er Ejército provenía de la agreste provincia de Yunan y contaba con diez mil hombres. Tenía tres divisiones divididas en ocho regimientos y dos batallones, uno de ellos de artillería.
El 4.º Ejército, de tamaño similar al anterior, lo mandaba un general conservador, Li Jishen, graduado de la academia militar imperial. Lo componían trece regimientos y dos batallones de artillería, soldados veteranos de la 1.ª División del Ejército de Cantón fiel a Sun Yat-sen, además de un regimiento separado mandado por un comunista, Ye Ting; comunistas eran también algunos de los oficiales de la unidad.
El 5.º Ejército, muy corrupto y dado a la extorsión, quedó en Cantón para guardar la capital y enfrentarse a los grupos de bandoleros y piratas. En 1925 era el mayor de los ejércitos encuadrados en el ENR. Su jefe era un antiguo rebelde antimanchú hostil a los soviéticos.
El 6.º Ejército lo mandaba un general de Guangdong pero oriundo de Hunan, como el grueso de sus tropas, restos de un ejército enemigo vencido en la segunda campaña oriental. Lo componían tres divisiones con nueve regimientos y dos batallones de artillería, mandados todos por Cheng Qian.
El 7.º Ejército lo formaban tropas de la camarilla de Guangxi, provincia vecina a Guangdong. Lo constituían varias brigadas con dieciocho regimientos y dos batallones de artillería. Solo la mitad de estas fuerzas participaron en la expedición, al mando de Li Zongren. Los jefes de la camarilla de Guangxi habían decidido aliarse al Kuomintang en marzo de 1926, lo que aumentó considerablemente las fuerzas disponibles para acometer la campaña contra los caciques militares norteños. Las negociaciones entre las dos partes habían comenzado en febrero, como consecuencia del deseo del KMT de someter la provincia vecina a su autoridad, si bien a cambio de otorgar autonomía y subsidios a sus caudillos militares.
El 8.º Ejército era en realidad el del caudillo militar de Hunan, Tang Shengzi, que se había rebelado contra Wu Peifu y, derrotado, había solicitado el auxilio del Kuomintang, uniéndose a su causa. Con seis divisiones, contaban con diecisiete regimientos.
A pesar del rechazo del Kuomintang a los caudillos militares, los primeros combates los dirigió uno de ellos —Tang— y el grueso de sus tropas provenían en realidad de los caciques militares aliados, no de las propias fuerzas del partido. Aunque en total las fuerzas de la liga sureña debían rondar los ciento cincuenta mil hombres, la necesidad de dejar unidades para proteger las regiones meridionales hizo que solo comenzasen la campaña unos sesenta y cinco mil.

## Primera fase

### Lucha por Hunan y comienzo de la expedición (febrero-julio de 1926)

#### Conflicto entre caudillos militares en Hunan

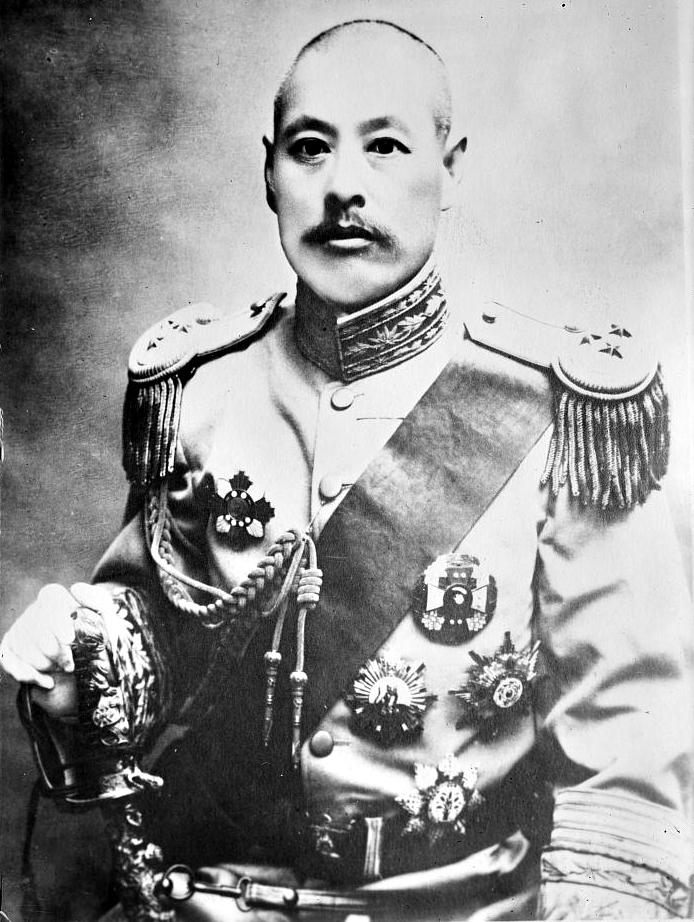
Wu Peifu, el jefe de la camarilla de Zhili, fue el principal derrotado de la primera fase de la Expedición, a consecuencia de la cual perdió su base de poder en las provincias del Yangtsé.

Mientras en el norte del país se desarrollaba una nueva guerra entre los caudillos militares (la guerra Anti-Fengtian), en Hunan la lucha por el control de la provincia entre dos generales desencadenó la marcha hacia el norte de las nuevas fuerzas del Guomindang, el Ejército Nacional Revolucionario, formado con ayuda soviética. Mientras que uno de los contendientes solicitó la ayuda de Wu Peifu, el otro acudió al Guomindang para lograr el control de la provincia en la primavera de 1926. En efecto, contra el gobernador provincial Zhao Hengti, que dependía de Wu, se rebeló el general que dominaba el sur de la provincia con su división, la mayor de la región: Tang Shengzi. Este contaba con nueve mil soldados y enseñoreaba con ellos el valle del río Xiang. El conflicto entre ambos se originó por la pretensión del gobernador de que los jefes militares le entregasen los impuestos recaudados en las comarcas que controlaban y que empleaban para sufragar sus gastos. Esto hubiese reforzado el poder del gobernador a costa del de los mandos militares. El Gobierno cantonés aprovechó la renuencia de Tang a obedecer la orden del gobernador para tratar de coligarse con él, sin dejar por ello de negociar al mismo tiempo con su adversario. El objetivo del Kuomintang era contar con aliados en Hunan que facilitasen la penetración en la cuenca del Yangtsé desde Cantón, sin que sus ejércitos tuviesen que franquear por la fuerza las montañas que separaban las dos regiones. Los tratos entre Cantón y Tang se entablaron en febrero de 1926 y, pese a la desconfianza de este hacia las intenciones de los cantoneses, las dos partes firmaron la alianza el 24 del mes. Tang se rebeló ese mismo mes, pero al principio el apoyo del Kuomintang se limitó a propaganda contra Wu Peifu.
Tang tuvo que lidiar solo con Zhao durante febrero y marzo, mientras Chiang Kai-shek trataba de afianzarse en el poder en el sur y emprender finalmente la expedición de unificación nacional. Como el grueso de las fuerzas de Wu Peifu se hallaban en el norte, Zhao optó por evacuar la capital provincial, Changsha, el 24 de febrero y replegarse al norte de la región. Tang entró en la capital evacuada a mediados de marzo. La asamblea provincial, dominada por la burguesía, lo apoyó; Tang aprovechó su nombramiento como gobernador interino para colocar a sus partidarios en la administración provincial. El avance de Tang hacia el norte de la provincia se frenó a finales de marzo, cuando Wu amenazó con acudir con sus fuerzas desde el norte para hacerle frente. Seguidamente Tang evacuó la zona que había conquistado y se replegó al sur ante la llegada a principios de abril de los ejércitos de Wu, que habían concluido finalmente la campaña contra Feng Yuxiang en el noroeste. Tang sufrió una serie de derrotas a lo largo del mes de mayo y hasta finales de este no empezó a recibir auxilio militar del Gobierno cantonés. El 2 de junio, aceptó por fin el nombramiento de jefe del 8.º Ejército; mediante este gesto sus fuerzas se integraron formalmente en el Ejército Nacional Revolucionario. En realidad, la alianza era un mero pacto por conveniencia entre caudillos militares regionales y el Gobierno nacionalista cantonés, que hubo de transigir con las aspiraciones regionalistas y federales de sus nuevos coligados.

#### Principio de la expedición al norte

Los primeros acontecimientos de la expedición: (1) y (2) la conquista de Hunan y Hubei a Wu Peifu; (3) la reñida disputa por Jiangxi con Sun Chuanfang; (4) la ocupación de Fujian; y (5) la toma de Zhejiang, Nankín y Shanghái.

La orden de movilización de la campaña, que pretendía acabar con el dominio de la política nacional de los caciques militares e implantar un Gobierno que aplicase los Tres Principios del Pueblo de Sun Yat-sen, se promulgó el 1 de julio de 1926. Chiang Kai-shek fue nombrado general en jefe del Ejército Nacional Revolucionario el 5 de junio de 1926. Por entonces su posición era débil: sus fuerzas eran netamente inferiores a las de sus enemigos del norte y la situación en Cantón era convulsa. El bandolerismo aquejaba la provincia y se agudizaban los roces entre las milicias campesinas y los elementos privilegiados del campo, así como los choques entre los obreros encuadrados por el comité de huelga y los patronos. Además, Chiang no había logrado poner fin a la larga huelga de Cantón-Hong Kong que había reducido drásticamente el comercio en la zona. Por añadidura, el KMT se hallaba dividido sobre lo oportuno de emprender entonces la unificación del país: el PCCh y parte de la izquierda del KMT preferían concentrarse en llevar a cabo la revolución social en Cantón antes de arrostrar la lucha con los caudillos militares del norte. Únicamente el golpe del 20 de marzo había permitido a Chiang desbaratar temporalmente esta oposición y avanzar con los preparativos de la expedición, entre ellos el acuerdo con Tang.
Las tropas del KMT emprendieron la marcha hacia el norte para ayudar a su aliado en Hunan. El objetivo era mantener el control de la estratégica ciudad de Hengyang, al sur de Hunan, donde confluían los dos principales caminos de acceso a la provincia desde el sur. A comienzos de julio, a las primeras fuerzas sureñas —una brigada del 7.º Ejército y el regimiento de Ye Ting— que habían acudido a sostener a Tang se les unieron dos divisiones del 4.º Ejército y varias brigadas del 7.º Con estos refuerzos, Tang ordenó el cruce de dos afluentes del río Xiang que bloqueaban el avance hacia la capital provincial; los dos ríos se superaron antes de mediados de mes, lo que dejó expuesta la ciudad a las fuerzas coligadas. Por entonces el grueso de las fuerzas de Wu Peifu aún estaban en el norte del país. El general que defendía Changsha decidió evacuarla y retirarse al norte de la provincia. Las fuerzas de Li Zongren, jefe del 7.º Ejército, tomaron Changsha, la capital de la provincia, el 17 de julio; estas unidades habían acudido en auxilio de Tang, cuyas fuerzas habían pasado a formar el 8.º Ejército del Ejército Nacional Revolucionario. El ENR evitó en todo momento chocar con las fuerzas de Sun Chuanfang apostadas en la vecina provincia de Jiangxi, al este, pues no deseaba dar motivos a este para que acudiese en ayuda de Wu y prefería enfrentarse con los caudillos militares por separado. Las fuerzas de Wu al sur de la provincia habían sufrido diversos problemas: la escasez de víveres y la renuencia de los campesinos a facilitárselos les habían hecho depender de los envíos desde Wuhan, que estorbaban los crecidos afluentes de Yangtsé; la falta de refuerzos por la misma dificultad de comunicación entre el norte y el sur de la provincia; y la amenaza latente de las tropas de Guizhou, que esperaban el fin de los combates para tomar partido por el vencedor.
Chiang avisó a Tang el 11 de julio de que el gobernador de Guizhou, la provincia al oeste de Hunan, se había pasado a las filas de la coalición. Dos de sus subordinados pasaron a mandar los nuevos ejércitos 9.º y 10.º Este sistema de atraerse a parte de los enemigos continuó a lo largo de toda la expedición y, aunque aumentó enormemente las fuerzas de la liga, también redujo la calidad de los ejércitos.
Las inundaciones que habían favorecido el progreso del ENR en el sur complicaron luego su avance posterior hacia en norte de la provincia. Solamente avanzó setenta y cinco kilómetros hasta mediados de agosto. Recibía abastos y refuerzos de Cantón, pero con dificultad por la imposibilidad de recorrer más de la mitad del camino el ferrocarril. Cruzar las montañas que separaban Cantón de Hunan requería una semana de dura marcha a pie y excluía el transporte de armamento pesado. Por añadidura, se desató una epidemia de cólera que causó cientos de víctimas, tanto entre soldados como entre civiles. No obstante, el enemigo no puedo aprovechar los aprietos de ENR para contraatacar puesto que el grueso de las unidades de Wu Peifu seguían en el norte del país, colaborando con las de Zhang Zuolin en los combates contra el Guominjun. Wu intentó infructuosamente obtener ayuda de Sun —que había sido su protegido—, de los británicos y de los japoneses.

### Conquista de Hunan (agosto de 1926)

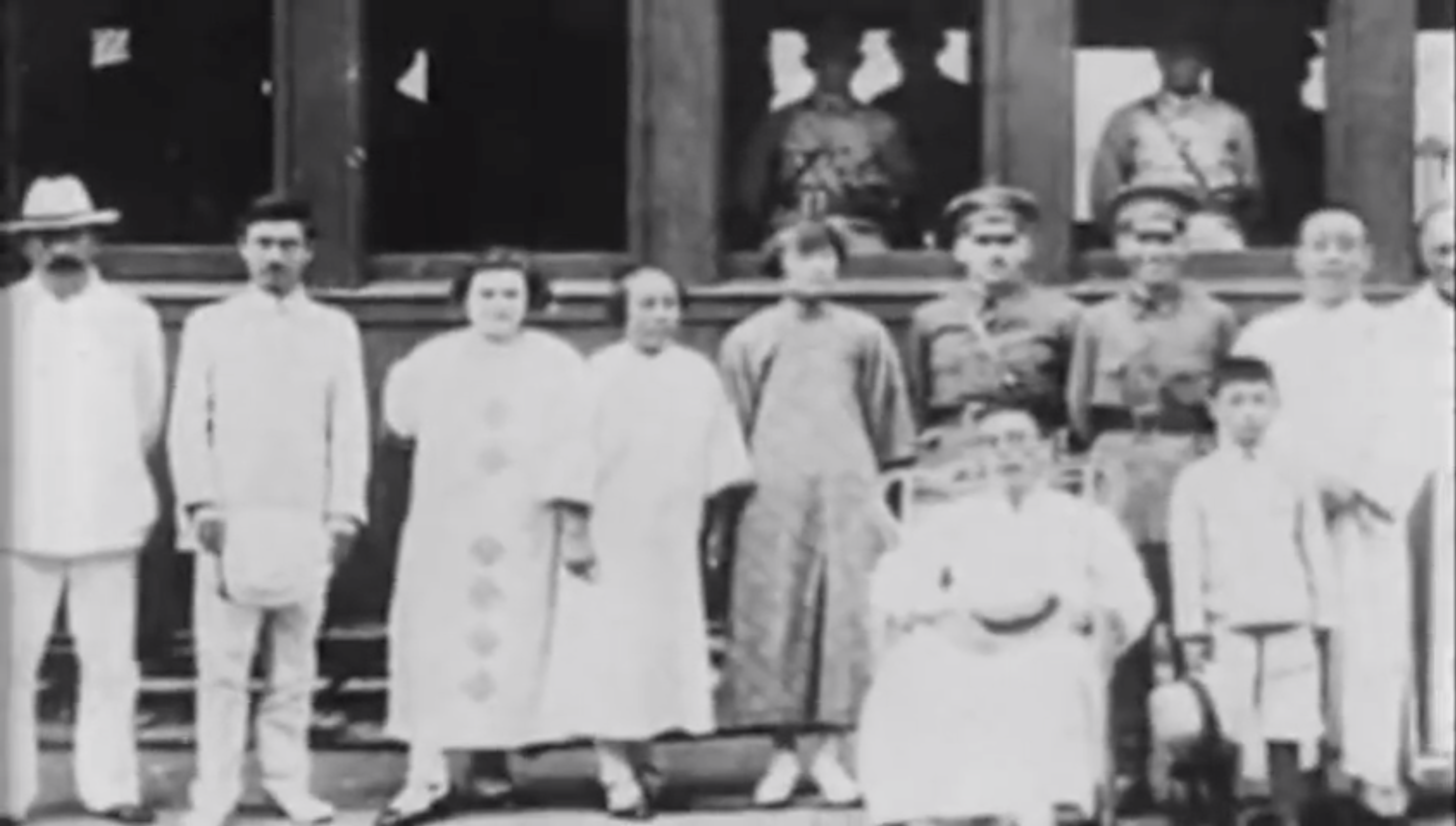
Partida de Chiang Kai-shek (tercero por la derecha, de uniforme) de Cantón para tomar el mando de las operaciones en Hunan. En la fotografía también aparecen Mijaíl Borodin (primero por la izquierda, con sombrero) y Vasili Blücher (de uniforme, junto a Chiang).

Chiang partió de Cantón a principios de agosto para ponerse al frente de la campaña. Le acompañaban su Estado Mayor y un grupo de asesores militares soviéticos. Para las decisiones operativas, Chiang se apoyó considerablemente en Vasili Blücher, que viajó con él en la expedición. Los primeros objetivos de esta eran las tres grandes ciudades ubicadas a orillas del Yangtsé: Hankou, Nankín y Shanghái. Llegado a la ciudad el 11 de agosto, Chiang se reunió con Li y Tang y decidió enfrentarse a Wu Peifu antes de hacerlo con Sun Chuanfang. El 15 de agosto, dio orden de concentrar las fuerzas aliadas en el avance hacia Wuhan.
Las nuevas unidades de los caudillos militares de Guizhou hostigaban a las de Wu en el oeste de Hunan, mientras el ENR se aprestaba para acometer la nueva línea defensiva enemiga a lo largo del Miluo con la ayuda de los campesinos, atraídos por el pago que el ejército revolucionario hacía de sus productos y servicios. La escasez de víveres en la zona debida a la sequía que aquejaba al sur de Hunan hizo, empero, que el ENR dependiese del arroz que recibía desde el norte de Cantón. La siguiente ofensiva debía superar la línea del Miluo, afianzar la conquista de lo que faltaba de provincia y permitir el avance hacia Wuhan. La clave de la victoria residía en la velocidad: el ENR debía evitar que Wu tuviese tiempo de traer tropas del norte y que Sun Chuanfang, que contaba con casi el doble de soldados, se decidiese a auxiliar al enemigo. Mientras, Wu permanecía concentrado en derrotar definitivamente a Feng Yuxiang en el noroeste, considerando menor la lucha en Henan. Sun Chuanfang, caudillo de las provincias del bajo Yangtsé, se negó a aliarse con Zhang Zuolin y Wu Peifu contra el Kuomintang, temiendo que fuese una añagaza de estos rivales para arrebatarle su territorio. Teórico subordinado de Wu en la camarilla de Zhili, mantuvo una actitud ambigua, renovando sus contactos con Feng Yuxiang y no colaborando con la alianza de caudillos norteños para parar el avance del Kuomintang. Sun mantuvo contactos secretos también con Chiang Kai-shek entre agosto y octubre, a espaldas de su camarilla. Cuando Wu ordenó a Sun marchar hacia el sur para atacar las fuerzas de Chiang por el flanco, Sun no lo hizo, mientras que el propio Wu retrasaba su traslado al sur lo más posible para rematar su campaña contra el Guominjun de Feng Yuxiang en el norte. Por su parte, Chiang, desde su cuartel general en Shaoguan, negociaba con Sun y trataba de atraerse a altos oficiales y funcionarios enemigos para allanar el avance de las tropas. Enfrascado en estas operaciones, en la organización general de la campaña y en gestionar su financiación, la dirección de los combates quedó en manos de Tang y de los generales de la camarilla de Guangxi.
El ENR retomó el avance hacia el norte de la provincia el 17 de agosto y venció al enemigo en distintos choques, hasta tomar Yuezhou, junto al Yangtsé, pocos días después. Las primeras en atravesar el Miluo fueron las unidades de los ejércitos 4.º y 6.º, en el flanco derecho, que facilitaron la operación a las del 7.º y 8.º, que lo hicieron más al oeste. El enemigo evacuó la provincia entre el día 19 y el 22. Wu había ordenado resistir en la base naval de Yuezhou, pero las inundaciones desbarataron parte de las defensas de la plaza y el ENR cortó la línea férrea que la unía con Wuhan, precipitando la apresurada evacuación del enemigo por el río. Parte de los que intentaron huir por ferrocarril cayeron en manos del ENR merced a la ayuda de los ferroviarios, que colaboraron con los atacantes saboteando la línea y el telégrafo. Wu había previsto ponerse al frente de la defensa del lugar, pero para cuando sus hombres lo abandonaron todavía seguía en Baoding, de conferencia con Zhang Zuolin.

### Disputa por Wuhan (septiembre de 1926)

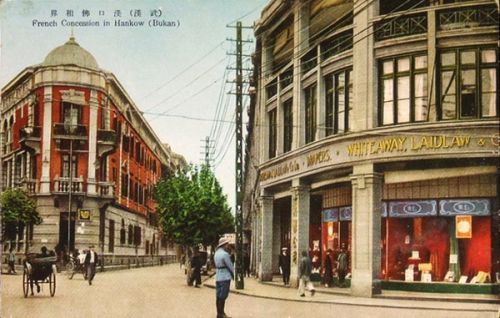
Moderna calle de Hankou, la principal de las tres ciudades que formaban el complejo urbano de Wuhan.

Las unidades de Chiang penetraron en Hubei el día 26, avanzando en dirección a la mayor zona urbana de la China central, Wuhan. Situada en la confluencia del Yangtsé y su principal afluente, el Han, por entonces estaba formada por tres ciudades vecinas con unos ochocientos mil habitantes en total. De ellas, Wuchang, al sur del río, era la capital provincial, mientras que Hanyang contenía el principal arsenal de Wu Peifu y Hankou era la más poblada de las tres, la más desarrollada y tenía las concesiones internacionales. El avance hacia Wuhan se realizó a lo largo de tres direcciones: el 4.º Ejército debía tomar una importante fortaleza junto al río Miluo, mientras que el 7.º debía marchar hacia la urbe directamente y el 8.º seguir la línea ferroviaria hacia ella, más al oeste de la línea de avance del 7.º Ejército. Sin embargo, el enemigo estaba parapetado tras una línea de fácil defensa y había limitado las vías de acceso a Wuhan abriendo los diques del Yangtsé.
El 4.º Ejército conquistó Pingxiang el 19 de agosto y la noche del 26 se apoderó del puente de Ting-ssu, en la línea férrea que unía Changsha con Wuhan, gracias a la colaboración de campesinos de la zona, que enseñaron a los soldados cómo vadear el río para atacarlo por la retaguardia. Los soldados de Wu, cansados de los anteriores combates en Hunan y mal mandados, abandonaron las defensas y se retiraron por el río a Wuhan. Su flotilla siguió hostigando al ENR, que sufrió abundantes bajas en el ataque a la toma del estratégico puente. Wu por fin se trasladó al sur el 25 de agosto y tomó el mando del siguiente punto fortificado, el puente de Hosheng. Arremetió contra el 7.º Ejército enemigo el 29 del mes para hacerlo retroceder, pero este lo contuvo y lo flanqueó, obligándolo a retroceder. El desorden que desató el fallido asalto hizo insostenible la posición en el puente de Hosheng, que se abandonó el 30 de septiembre. Wu redobló entonces las inútiles peticiones de ayuda a Sun, que había desoído su solicitud hostigar el flanco derecho enemigo y de cortar su ruta de suministros desde Cantón. La derrota, en la que el 4.º y 7.º ejércitos sureños sufrieron grandes bajas pero capturaron miles de enemigos —cinco mil de los ocho mil soldados que perdió Wu en la disputa por los puentes— y gran cantidad de armamento, allanó el camino a Wuhan. Las fuerzas el ENR llegaron a Wuhan el 31 de agosto. Wu había destruido los diques del Yangtsé para estorbar la aproximación del enemigo a la triple urbe.

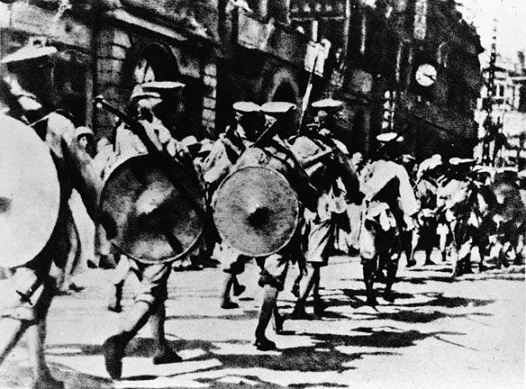
Tropas del Ejército Nacional Revolucionario tomando la concesión internacional de Hankou en el verano de 1926, tras la derrota de Wu Peifu en el Yangtsé.

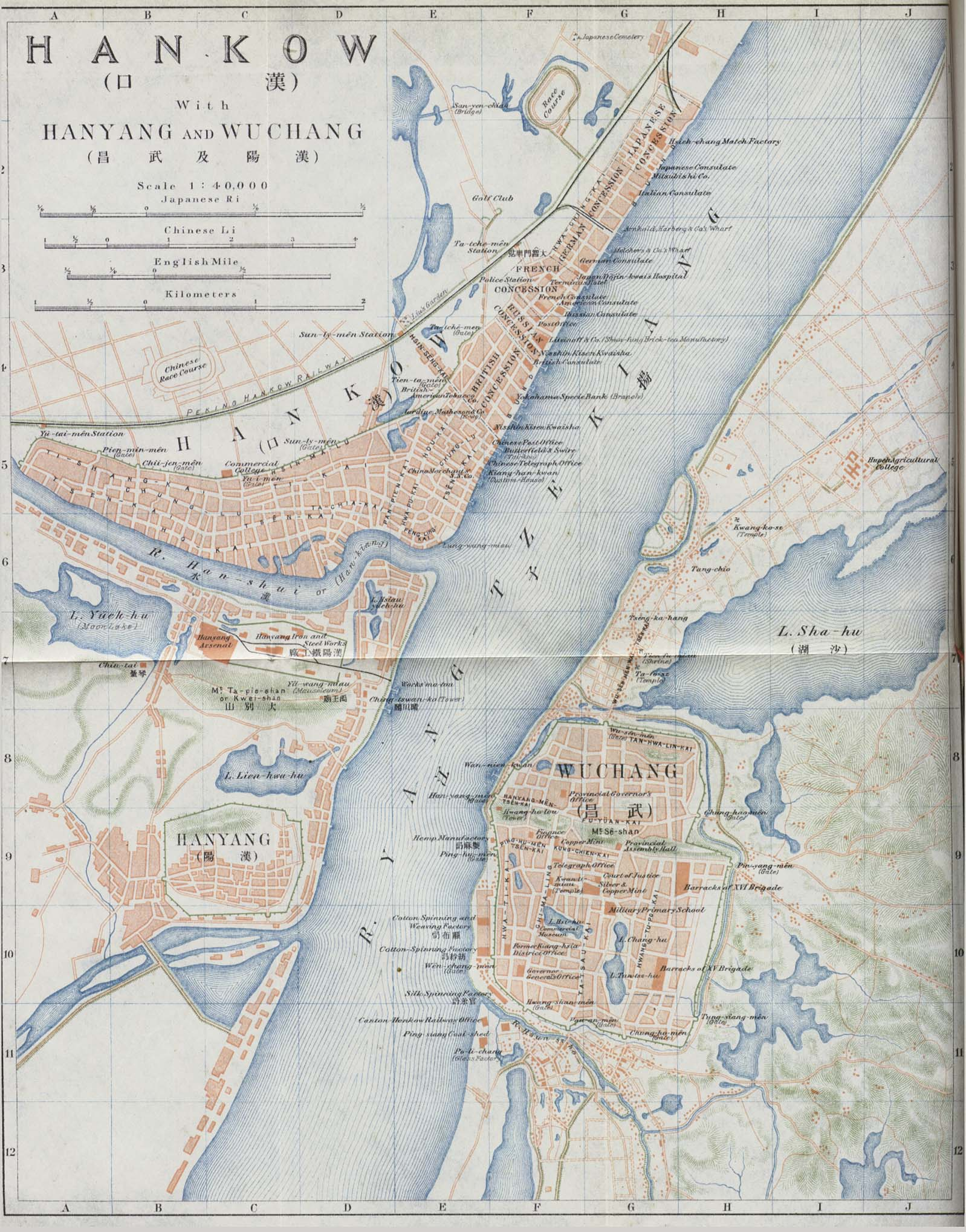
Las tres ciudades de Wuhan en un mapa de 1915: Wuchang (derecha), al sur del río, y Hanyang y Hankou al norte. Las concesiones internacionales se hallaban en esta última.

Dejó diez mil soldados en la fortificada Wuchang y trasladó el grueso de sus tropas al norte del Yangtsé, que carecía de puentes en aquella zona. Los nacionalistas alcanzaron el gran lago al sur de Wuchang, a donde acudió Chiang, el 2 de septiembre, mientras Wu se replegaba a Hankou. El 4.º Ejército del ENR emprendió el asalto de Wuchang ese mismo día, pero hubo de retirarse provisionalmente tras sufrir varios miles de bajas. Sin embargo, la retirada de la flotilla fluvial de Wu permitió que unidades del ENR cruzasen el Yangtsé y rodeasen Hanyang por tierra. El jefe de una división que ocupaba un punto clave de las defensas desertó, pasándose al ENR y facilitando la toma de la plaza. Al tiempo que las primeras acometidas fracasaban, el comandante de Hanyang entregó la ciudad el 6 de septiembre, tras ser sobornado por los atacantes. Esta conquista dejó expedito el camino a Hankou. Wu Peifu había traído refuerzos a la ciudad y había volado los diques para complicar el avance enemigo, pero en vano. La pérdida del arsenal, la lenta llegada de refuerzos desde Henan y la posibilidad de quedar atrapado en Hubei puesto que la vanguardia enemiga ya avanzaba hacia el norte de la provincia y parecía a punto de cortar la línea férrea con Henan decidieron a Wu a abandonar Hankou y replegarse a las montañas del norte de la provincia. La ciudad cayó sin resistencia el 7 de septiembre, y nuevamente se apreció el buen comportamiento general de las tropas con la población. Chiang había dado órdenes de evitar todo enfrentamiento con los extranjeros de las concesiones internacionales, cuyas cañoneras patrullaban el gran río. Wu trató de detener al enemigo en el desfiladero puerto de Wusheng mientras le llegaban refuerzos de Henan, pero no consiguió afianzar la posición ante la veloz llegada del ENR. La expulsión de Wu, que siguió retirándose hacia Henan a lo largo del ferrocarril tras perder la posición en el desfiladero al norte de Hubei el 15 de septiembre, hizo que la provincia pasase a manos del ENR a principios de octubre.
Mientras, en el sur de la provincia, Wuchang siguió resistiendo al ENR. La mala coordinación entre las distintas fuerzas aliadas dificultó el asalto, como ya había sucedido en el avance hacia las tres ciudades. Wuchang quedó sometida a un duro asedio, durante el que se desató una grave epidemia de cólera en la ciudad. Junto con los diez mil soldados de Wu se encontraban cientos de miles de civiles, que también sufrieron el cerco por hambre al que le sometió el enemigo. La ciudad cayó finalmente en manos de los nacionalistas gracias a la traición de algunos de los defensores, en el decimoquinto aniversario de la Revolución de Xinhai, el 10 de octubre. Había aguantado el cerco durante cuarenta días. La toma de Wuchang en octubre supuso la expulsión de Wu de Hubei. Parte de las victorias de los sureños se debió tanto a la falta de resistencia de algunas unidades enemigas, que se pasaron a sus filas o se retiraron sin combatir, como a la simpatía de la población que, harta de la opresión de los ejércitos de los caciques militares, acogió en general con alborozo el avance de sus unidades.
Durante la contienda por Wuhan Sun Chuanfang se abstuvo de atacar el flanco del Guomindang, como se le había ordenado, facilitando así la victoria de este, a pesar de hallarse en inferioridad numérica frente a las tropas de los caudillos del norte. Las disputas entre estos facilitaban el avance del Guomindang. Se aprestó tardíamente a atacar al ENR, pero este se adelantó e invadió antes Jiangxi. Aunque Sun contaba en teoría con doscientos mil soldados, estos estaban repartidos por las cinco provincias que controlaba y era difícil concentrarlas para emprender una ofensiva en otra.
Feng Yuxiang anunció su ingreso en el Guomindag el 23 de agosto de 1926, durante la batalla por Wuhan, y el 16 de septiembre retomó el mando de sus tropas en el noroeste, abriéndose otro frente contra la coalición de caciques militares que mandaba Zhang Zuolin. La alianza entre este y Wu, muy debilitado tras su derrota en el sur y refugiado en Henan, estaba en riesgo por el uso de Zhang del apuro de Wu para aumentar su poder. Zhang le ofrecía tropas que Wu rechazaba sospechando que deseaba tomar el control de la provincia y únicamente le demandó munición para sostener sus fuerzas.

### Invasión de Jiangxi (octubre-noviembre de 1926)
Chiang invadió Jiangxi el 4 de septiembre, desde tres direcciones. Por una vez, Chiang había emprendido la operación sin consultar con su asesor soviético. Por una vez, Chiang había emprendido la operación sin consultar con su asesor soviético. El plan del ENR consistía en emplear tropas poco fogueadas hasta entonces, las del 14.º Ejército —de uno de los militares que habían cambiado de bando— para apoderarse de la capital provincial desde Hunan, mientras que otras fuerzas venidas de Hubei cortaban el ferrocarril que unía Nanchang con Jiujiang, junto a Yangtsé. Los primeros movimientos de tropas se realizaron en septiembre, cuando aún seguían negociando Chiang y Sun. La división de Sun que defendía el sureste de la provincia se pasó al enemigo, facilitando la conquista de Ganzhou; el ENR ocupó velozmente el norte, antes de que llegase el grueso de las fuerzas de Sun. El 6.º Ejército con respaldo de alguna unidad del 1.º conquistó de Nanchang el 19 de septiembre mediante un golpe de mano, en el que colaboraron tanto la guarnición de la ciudad como grupos de estudiantes y obreros. Varios comandantes enemigos cambiaron de bando, lo que facilitó al comienzo el avance nacionalista. Casi seguidamente el ENR chocó con la vanguardia de Sun que acababa de llegar en vapores por el Yangtsé y lo expulsó del norte. El ENR tuvo que retirar tropas del asedio de Wuchang para sostener el frente. Sun desembarcó en Jiujiang el 21 de septiembre para dirigir la contraofensiva y en pocos días recuperó gran parte de la provincia, incluida la capital. A continuación emprendió una campaña de represión en la que perecieron cientos de estudiantes, maestros y otros sospechosos de simpatizar con el KMT. Desembarcó tropas además cerca de Wuchang, lo que obligó al 4.º Ejército del ENR a replegarse para reforzar el cerco de la plaza. Los reveses en el frente hicieron que Chian exigiese el fin de la larga huelga de Cantón, que efectivamente terminó a finales de mes, tras dieciséis meses.
Chiang dirigió la nueva ofensiva para tratar de recuperar Nanchang con divisiones de los ejércitos 1.º y 2.º, que fracasó hacia el 13 de octubre. Otros ataques de unidades de los ejércitos 2.º, 6.º y 7.º, que intentaron cortar el ferrocarril que unía la urbe con el Yangtsé también resultaron infructuosos.
Mientras los reñidos combates por dominar la provincia se sucedían a lo largo de septiembre y octubre, algunos de los subordinados de Sun aprovecharon el momento para intentar revelarse, en especial en Zhejiang. Xia Chao, jefe de Policía de la provincia, se pasó con sus fuerzas al ENR, pero el 20 de octubre las fuerzas leales a Sun aplastaron el levantamiento. Xia fue fusilado, como cientos de sus partidarios. También aplastó su rebelión la posterior y tardía huelga de los sindicatos —de influencia comunista— de Shanghái.
En Jiangxi Chiang empleó todas las tropas disponibles y a finales de octubre las defensas de Sun empezaron a ceder. Blücher diseñó una operación que cercenaba la única línea ferroviaria entre Nanchang y el norte para enderezar la situación en Jiangxi. Los nacionalistas lograron su objetivo tras reforzar las unidades destinadas en la provincia y después de una semana de enconados combates, separando a las fuerzas de Sun en dos: al norte, las empujaron hacia el lago Poyang y se apoderaron de Jiujiang en un movimiento de flanco (4 de noviembre) y al sur las cercaron en Nanchang. Finalmente, unidades de Yunnan y Hunan conquistaron esta el 8-9 de noviembre, operación en la que hicieron cuarenta mil prisioneros. Otros siete mil soldados enemigos habían cambiado de bando. El ENR había sufrido quince mil bajas en los dos meses de campaña por el dominio de la provincia. La ofensiva no solo costó numerosas bajas y la pérdida de la iniciativa al Kuomintang, sino que también precipitó la entrada en la guerra de Sun. Fue el principal contratiempo de los ejércitos del Kuomintang en su continuo avance hacia el Yangtsé.
Sun, que no había recibido ayuda alguna del resto de caudillos militares como él mismo tampoco la había ofrecido en el Yangtsé a otros en situación apurada, tuvo que huir disfrazado a Tianjinel 8 de noviembre y solicitar el auxilio de su antiguo enemigo, Zhang Zuolin. Rehusó la oferta, renovada, de unirse al ENR.

### Combates en Fujian (septiembre-diciembre de 1926)
Mientras, en el este los nacionalistas trataban de atraerse a algunos subordinados del gobernador provincial, uno de los aliados de Sun Chuanfang. El general del Kuomintang He Yingqin defendía el este de Cantón con dos divisiones del 1.er Ejército. El enemigo contaba con cinco veces más soldados que él, pero He disfrutaba de información sobre los planes de los generales de Fujian. Cuando estos invadieron Cantón con el objetivo de apoderarse de las ciudades a orillas del río de las Perlas el 27 de septiembre, He contraatacó en Fujian. Conquistó la base de las fuerzas enemigas en Yongding el 10 de octubre y luego volvió a Cantón a batir a los invasores. Parte de estos cambiaron de bando y conformaron el nuevo 17.º Ejército. Las victorias de He hicieron que Chiang lo nombrase jefe del Ejército de la Ruta Oriental, compuesto de unidades de los ejércitos 1.º, 14.º y 17.º, y le encargase conquistar todo Fujian. He contó además con la colaboración de las milicias provinciales, unos diez mil hombres que conocían bien la anfractuosa región y expulsaron al enemigo de la zona montañosa del interior.
He avanzó ordenadamente por la costa, conquistando las principales ciudades, y logró que los buques de la Marina destinados en la provincia se pasasen a sus filas, capturasen miles de soldados enemigos y, el 3 de diciembre, se hiciesen con la capital provincial, Fuzhou. He alcanzó la urbe el 18 del mes, con dos divisiones del 1.er Ejército. Por el interior de la provincia avanzó el 17.º Ejército, apoyado por unidades irregulares. La retirada del gobernador provincial hacia Zhejiang la estorbó otro general, que estaba en tratos con los nacionalistas para cambiar de bando.

### Alianzas entre caudillos militares norteños

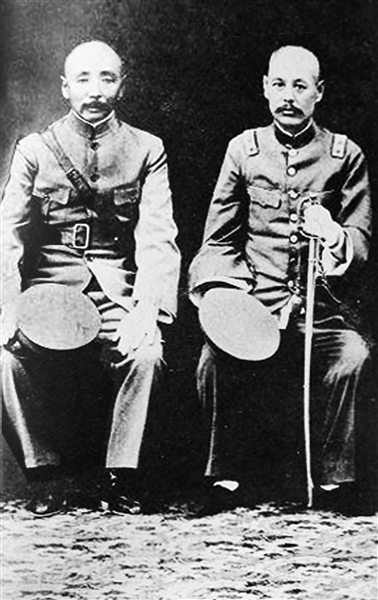
Zhang Zuolin y Wu Peifu en 1926.

Ante esta derrota Sun se vio forzado a reconciliarse con su antiguo enemigo, Zhang Zuolin, formando el nuevo Ejército de Pacificación para oponerse a los ataques del Guomindang (1 de diciembre de 1926). Zhang asumió el mando supremo, con Zhang Zongchang y Sun Chuanfang como lugartenientes. Los nuevos aliados tenían medio millón de soldados a sus órdenes.
Wu se negó a reconocer a primacía de Zhang y no ingresó en la nueva fuerza controlada por este. Los subordinados de Wu, sin embargo, se dividieron entre partidarios de la colaboración con Zhang y defensores de ayudar a Feng Yuxiang y al Kuomintang, lo que debilitó aún más a aquel.
Por su parte, hasta la derrota de Sun en noviembre, Zhang había adoptado una actitud pasiva ante los combates en el Yangtsé y los avances nacionalistas. El descalabro de su antiguo enemigo, empero, supuso un acicate para decidirlo a intervenir y el día 26 Zhang Zongchang partió hacia el sur con ciento cincuenta mil hombres, aunque de inmediato Zhang, titubeante, ordenó que en ningún caso cruzasen el río. En Pekín y ante la impotencia de Wu, había reformado el Gobierno, copado por personas de su camarilla y personajes afines, con un programa ultraconservador y anticomunista. La actividad gubernamental, sin embargo, fue mínima e intrascendente. La llegada de las tropas del norte disgustó a parte de la población del Yangtsé, pero Sun sofocó las protestas.
Los intentos de negociar un acuerdo entre el Kuomintang y sus aliados y los caudillos militares septentrionales —impulsado, entre otros, por Yan—, con los que apenas diferían en objetivos políticos y aparentemente posible durante la primavera, fracasaron. Pese al acentuado anticomunismo de los dos bandos tras la ruptura final de Chiang con los comunistas y la aceptación casi total de los Tres Principios del Pueblo por parte de Zhang, el acuerdo de unos y otros en aplastar el movimiento obrero y las protestas laborales y negociar con la potencias para abrogar los tratados discriminatorios sin emplear la fuerza, las exigencias de Chiang de que Zhang se retirase de la política, aceptase públicamente los principios del partido y se sometiese oficialmente al Kuomintang resultaron inaceptables y la guerra continuó.

### Gobierno de Wuhan, disensiones en el Kuomintang y derrota comunista (diciembre de 1926-enero de 1928)
A finales de 1926 y tras la conquista definitiva de Jiangxi, diversos destacados políticos de Cantón marcharon a Wuhan a establecer allí la capital, mientras Chiang continuaba dirigiendo las operaciones militares. El Gobierno de Wuhan —llamado Consejo Unido Provisional— quedó dominado por la fracción izquierdista de Kuomintang e influenciado por Borodin. Para entonces el Kuomintang y sus aliados controlaban desde el Yangtsé al norte hasta Hainan al sur. Dominaban las provincias de Hunan, Hubei, Jiangxi, Cantón, Guizhou y Guangxi. Poco después, en noviembre y diciembre, conquistaron Fujian, provincia desde donde se los había atacado; el contraataque, victorioso, permitió la ocupación de la provincia. Unos ciento setenta millones de habitantes residían en estas provincias. Aunque el comportamiento de las tropas era peor de lo que indicaba la propaganda, era en general mejor que el de sus enemigos y gozaba de las simpatías del pueblo.
Para entonces la campaña había costado a la coalición veinticinco mil muertos —tres quintos caídos en Jiangxi—. Unas dos docenas de caciques militares se habían pasado a sus filas, que habían aumentado hasta contar con doscientos sesenta mil soldados encuadrados en treinta ejércitos. El coste de la campaña era enorme y la falta de fondos originó algunos motines entre la que en ocasiones no recibía paga; los gastos militares tensaron además las relaciones entre Chiang y T. V. Soong, ministro de Finanzas.

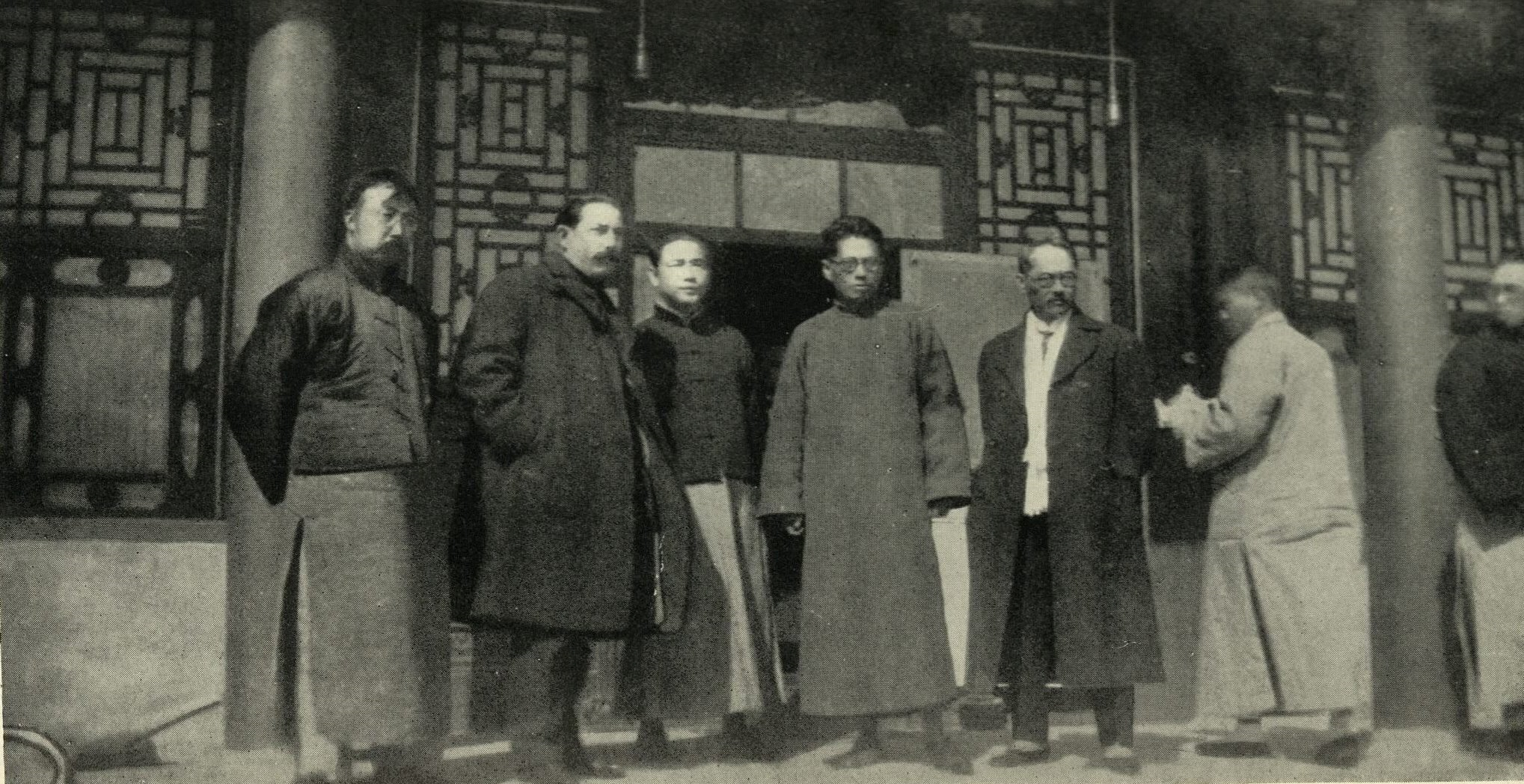
Notables del Gobierno de Wuhan: Mijaíl Borodin (segundo), Wang Jingwei (tercero), T. V. Soong (cuarto) y Eugene Chen (quinto).

Las victorias del ENR y su conquista de varias provincias en tan solo seis meses se debieron a un conjunto de factores:
- Los dos años de adiestramiento de las fuerzas del Kuomintang y la veteranía obtenida de las campañas en Cantón contra Chen Jiongming de 1925.[70]
- El adoctrinamiento político de los soldados, que les dio una causa por la que luchar, fundamentalmente el nacionalismo.[70]
- La reforma fiscal en Cantón, que aumentó los ingresos del Gobierno del Kuomintang y su crédito.[70]
- El soborno de algunos militares enemigos, que cambiaron de bando con sus unidades.[70]
- El valor de los soldados, en especial de los del 1.er y 4.º ejércitos.[70]
- La labor de planificación y coordinación de los asesores soviéticos, que diseñaban los planes de campaña y los supervisaban.[80]
- La colaboración de parte de la población, debida tanto al buen comportamiento general de las tropas del Kuomintang con los civiles como a la labor de propaganda de nacionalistas y comunistas.[81] Especialmente estos, se destacaron en la restauración y fundación de sindicatos en las zonas conquistadas por el ENR, que exigieron la mejora de las condiciones de vida de los trabajadores.[82]

En Hunan, la federación provincial de sindicatos contaba en la primavera de 1927 con unos cuatrocientos mil afiliados. En Wuhan estallaron una serie de huelgas que lograron aumentos de sueldo para los trabajadores, pero que también precipitaron el cierre de algunas empresas e importantes bancos, así como una reducción de la producción. En el campo, rápidamente se formaron organizaciones campesinas que reclamaban la mejora de su situación; la tensión en el agro pronto condujo a enfrentamientos entre terratenientes y campesinos pobres. Un congreso de delegados campesinos, que representaban a más de un millón trescientos mil afiliados de las asociaciones campesinas, se celebró en Changsha en diciembre.
En la campaña de propaganda antiimperialista que llevaba a cabo el Kuomintang, las críticas se centraron en el Reino Unido —en parte por influencia soviética, que deseaba evitar un conflicto con Japón— y en las actividades de los misioneros cristianos. A finales de 1926, el hostigamiento a estos había hecho que cerrasen numerosas escuelas y que algunos misioneros se retirasen a Hankou. El 5 y 6 de enero de 1927, multitudes enardecidas por la propaganda antiimperialista se adueñaron de las concesiones internacionales británicas en Hankou y Jiujiang; los británicos las entregaron sin apenas resistencia. Estos sucesos realzaron el prestigio del Kuomintang entre los nacionalistas, aunque el Gobierno no había organizado los asaltos. La entrega formal de las concesiones tuvo lugar algunos meses después, al terminar las negociaciones entre Eugene Chen y los delegados británicos.
En Wuhan, los británicos acordaron con el ministro de Asuntos Exteriores del Kuomintang, Eugene Chen, la devolución de sus concesiones en la ciudad, la primera desde las guerras del Opio de mediados del siglo XIX. Estas habían sido asaltadas por multitudes azuzadas por agitadores y los británicos optaron por abandonarlas y centrarse en defender las de Shanghái.
A comienzos de 1927, el Kuomintang, nunca muy cohesionado, se hallaba dividido por los objetivos de la expedición. Las disensiones incluían los objetivos de la siguiente fase de la expedición, la sede del Gobierno, la dirección del partido y del Gobierno y la intensidad de las reformas sociales que el partido debía defender. Al núcleo político instalado en Hankou se opuso pronto otro formado en torno a Chiang Kai-shek en Nanchang. Este logró imponer Shanghái como siguiente objetivo de la campaña militar en la conferencia militar de principios de enero de 1927, aunque los políticos y militares de Wuhan preferían avanzar hacia Pekín. Los sucesivos intentos de superar las diferencias de los dos grupos, el de Wuhan y el de Nanchang, fracasaron. El primero contó con el apoyo del partido comunista chino.
En marzo las dos corrientes agudizaron sus diferencias: el pleno del comité ejecutivo central se reunió en Hankou el 10 de marzo y aprobó una serie de resoluciones favorables a la izquierda del partido y a los comunistas, que dominaron las sesiones. Por su parte, los partidarios de Chiang comenzaron a disolver, en ocasiones por la fuerza, diversas corporaciones y organizaciones controladas por sus adversarios en Jiangsi y Anhui.
Los comunistas agitaban entre campesinos y obreros, lo que alarmaba tanto a los terratenientes como a industriales y banqueros de las ciudades. Entre el 12 y el 13 de abril y con ayuda tanto de la policía de la concesión francesa de Shanghái como de la Banda Verde, Chiang llevó a cabo una sangrienta represión en la urbe que hizo que el Gobierno de Wuhan le expulsase del partido y lo tachase de traidor. La victoria de Chiang y sus partidarios en Shanghái, Cantón y otras ciudades del este y sureste del país debilitó notablemente al Gobierno de Wuhan, casi rodeado de fuerzas hostiles: al norte, se encontraban las unidades de Zhang Zuolin; al este y sureste, las fieles a Chiang; al oeste, la de Sichuán, también favorables a Chiang. Tan solo al noroeste, las unidades de Feng, armadas por los soviéticos y con comisarios políticos veteranos, parecían favorables a Wuhan, envuelto además en disputas con las potencias y sumido en una grave crisis económica. Las medidas gubernamentales, las huelgas y la reacción de las empresas se unieron para desbaratar la notable economía de la ciudad. A finales de abril, el Gobierno decidió mejorar las relaciones con las potencias para resolver la crisis económica, incluso a costa de limitar las huelgas y las acciones de los obreros. Se rescindieron algunas nacionalizaciones y se devolvieron algunas propiedades a los misioneros. La situación económica mejoró ligeramente en mayo, pero no alcanzó los niveles anteriores al establecimiento del Gobierno en la urbe. Mientras, en el campo se producía una revolución, que llevó consigo el asesinato de odiadas figuras del agro y ocupación de tierras, generalmente sin el consentimiento del débil Gobierno de Wuhan, que tenía escaso control de los acontecimientos en las zonas rurales de las tres provincias —Hunan, Hubei y Jiangxi— que teóricamente lo reconocían. El Gobierno trató también de paliar la desorganización de la economía rural resultante, sin dejar por ello de continuar las reformas.
El 18 de abril, Chiang estableció un Gobierno rival al de Wuhan en Nankín y emprendió una cruenta «purificación» del partido contra los comunistas, que quedaron diezmados. El pacto entre Chiang y Feng permitió a aquel imponerse a los izquierdistas de Wuhan que, por su parte, cesaron su alianza con los comunistas. El Gobierno de Wuhan perdió a principal pilar militar con la retirada a Cantón del 4.º Ejército de Zhang Fakui y se desintegró en medio de la crisis económica local y el terror. La izquierda del partido también rompió relaciones con los comunistas en Wuhan el 15 de julio. Acometió también una «purificación» similar a la realizada por Chiang el 8 de agosto, tras el fallido levantamiento comunista de Nanchang.
La reunificación de las dos fracciones del Kuomintang se demoró a partir de entonces no por diferencias sobre los comunistas, sino por rivalidades personales entre los dirigentes de una y otra. Fuerzas de Wuhan marcharon contra Nankín en julio, acosado por entonces también por los caudillos militares del norte; para evitar un enfrentamiento y dada la negativa de Wuhan a aceptar que Chiang siguiese al mando de las fuerzas sureñas, los jefes de la camarilla de Guangxi llevaron a cabo un pronunciamiento en agosto y apartaron a Chiang. Retirado temporalmente este, los militares de Guangxi alcanzaron un acuerdo con Wuhan. Este, empero, se quebró pronto, cuando los dirigentes de la izquierda del Kuomintang rechazaron el nuevo comité reunificador pactado en principio en las negociaciones de septiembre en Nankín. Unidades de Nankín vencieron a las de Tang Shengzhi y se adueñaron de Wuhan a mediados de noviembre. La izquierda del partido se adueñó, no obstante, de Cantón, y comenzó a parlamentar con Chiang Kai-shek, adversario también de los dirigentes de Nankín. La liga de ambos, que llevó a Wang a defender que Chiang retomase el mando de los ejércitos sureños, precipitó la cesión de los militares de Nankín, que aceptaron disolver el comité unificador de las dos fracciones del Kuomintang y aceptar la reunión del pleno del comité central del partido como exigían Wang y Chiang. El efímero levantamiento comunista en Cantón, llevado a cabo por parte de las fuerzas Wang, sirvió a Chiang y a la derecha del partido para aliarse y desacreditarlo, acusándolo de connivencia con los comunistas. La alianza de Chiang y Wang se disolvió, y este se exilió a mediados de diciembre.
Los comunistas trataron en vano de establecer un Gobierno propio en Nanchang y luego se rebelaron en Cantón, pero fueron aplastados por las fuerzas fieles a Chiang y tuvieron que refugiarse en remotas zonas rurales de Jiangxi y Hunan. La represión desatada por Chiang, aliado para entonces con los capitalistas chinos, empañó parcialmente la imagen de renovación de la que hasta entonces había disfrutado el Kuomintang. Las disensiones internas en este no habían terminado, y Wang Jingwei siguió disputando el mando a Chiang. Junto a Tse-ven Soong, estableció un nuevo Gobierno en Cantón, mientras Chiang se retiraba temporalmente a Japón, convencido de que acabarían por llamarlo para dirigir de nuevo los ejércitos sureños. Así sucedió en noviembre y en diciembre Chiang formalizó su alianza con los Soong casándose con Soong May-ling. Recuperó el cargo de generalísimo de los ejércitos del Kuomintang en enero de 1928, se lo nombró presidente del comité ejecutivo central de este y presidente del nuevo Gobierno reunificado de Nankín.

### Conquista del delta del Yangtsé: Shanghái y Nankín

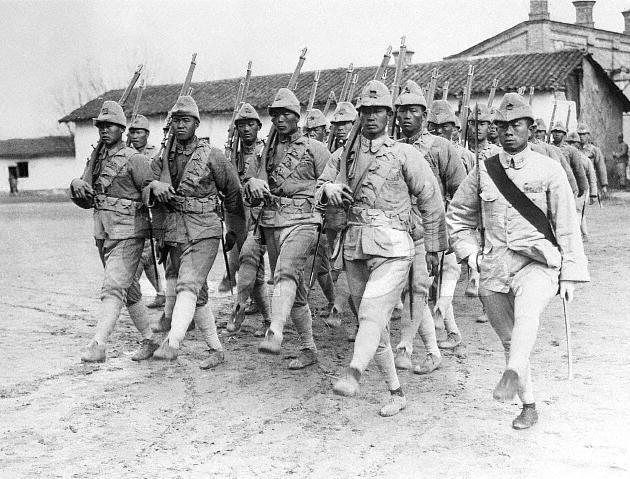
Soldados de Zhang Zongchang, uno de los jefes militares contrarios a la unificación del Kuomintang.

En Zhejiang dos de los lugartenientes de Sun Chuanfang se pasaron al enemigo el 11 y el 17 de diciembre, respectivamente; siguiendo el patrón habitual, sus fuerzas se transformaron en nuevos ejércitos del ENR. El amotinamiento no contó, empero, con el respaldo militar de este, que todavía estaba enfrascado en someter Fujian y Jiangxi y Sun pudo sofocarlo empleando para ello sus cuatro mejores divisiones. Recobró las llanuras de la provincia, arrinconando al enemigo en los montes lindantes con Fujian durante la primera mitad de enero de 1928. Los restos de los rebeldes vencidos se concentraron en Quzhou. El ENR envió refuerzos para sostener la plaza, amenazada por las divisiones de Sun y emprendió una contraofensiva a finales de mes, que concluyó en victoria el 1 de febrero en Lanxi y Jinhua. A partir de entonces la iniciativa en la lucha por la provincia pasó al ENR, que siguió avanzando hacia la capital de la región, derrotando sucesivamente los intentos enemigos por detenerlo. El ENR llevó a cabo una pinza contra la ciudad, a la que se habían retirado las unidades enemigas tras abandonar diversas plazas de la costa y del interior. Los refuerzos que envió Sun a sostener Hangzhou se negaron a colaborar con las unidades que se habían refugiado en ella, señal de la mala coordinación entre los lugartenientes de aquel, y todas (unos veinte mil soldados) acabaron por abandonar la ciudad y marchar al norte, a Jiangsu.
La 1.ª División del 1.er Ejército conquistó Hangzhou el 18 de febrero y las fuerzas destinadas a la conquista de Shanghái continuaron avanzando lentamente hacia la urbe, mientras Sun Chuangfang y Zhang Zongchang, ya aliados, preparaban la defensa. Mientras Sun entregaba finalmente el mando de la defensa a Zhang, los comunistas se alzaron entre el 19 y el 24 de febrero, tanto para desbaratar los preparativos de defensa como para tratar de tomar el poder en la ciudad antes de la llegada del ENR. Los comunistas enviaron grupos volantes intimidatorios para ampliar el alzamiento y asesinaron a algunos capataces y gente opuesta a la huelga, mientras que el comandante de la ciudad lo sofocó brutalmente. El fracasado levantamiento demostró el poder el partido comunista en la ciudad, pero también agudizó la hostilidad contra él del empresariado y de la derecha del Kuomintang.
Las fuerzas de Chiang se dividieron en dos columnas: una que avanzó directamente hacia Shanghái, rodeando el gran lago Tai ubicado al oeste de la metrópoli; y otra que siguió el curso del Yangtsé aguas abajo, a lo largo de las dos orillas. La fuerza que marchaba por la orilla meridional se dirigía Nankín, la que lo hacía por la septentrional, debía cortar la línea férrea con el norte, fundamental para el enemigo. Los nacionalistas se hallaban a las puertas de la ciudad a mediados de marzo, y parecían a punto de cortar la línea férrea entre Shanghái y Nankín. El 14 la situación de los defensores empeoró, ya que el almirante al mando de la flota anclada en Shanghái se pasó al enemigo.
El 18 de marzo de 1927 y gracias a la colaboración del propio comandante enemigo que mandaba la guarnición de Shanghái, los nacionalistas quebraron las defensas de esta después de una primera penetración en las líneas defensivas exteriores. Una vez superada la línea defensiva establecida al sur de la urbe, los nacionalistas apenas encontraron resistencia, ya que las unidades enemigas huyeron en desbandada. Durante cuatro días a partir del 21 de marzo, se sucedieron los combates entre la unión local de sindicatos y las autoridades en retirada, antes de la entrada de las unidades nacionalistas ocupasen la metrópoli. Pese a la brutalidad de la represión de las tropas de Sun, el levantamiento obrero continuó, y alarmó a las potencias occidentales, que enviaron tropas a la ciudad. A finales de marzo, en un momento de gran tensión por la posibilidad de que los chinos tratasen de recuperar las concesiones internacionales por la fuerza, contaban con cuarenta buques de guerra y dieciséis mil soldados. El 24 de marzo, siguiendo las órdenes del general Bai Chongxi, que había entrado en la ciudad el 22 y prometido a las potencias que no se asaltarían las concesiones internacionales, las huelga general cesó. Las tropas del general se enfrentaron no solo a los restos de las fuerzas norteñas, sino también a los sublevados de la ciudad.
También en marzo, el cambio de bando de dos generales norteños permitió al Chiang apoderarse de la provincia de Anhui.
Chiang, mediante una maniobra envolvente, tomó la capital de Sun Chuanfang, Nankín, el 24 de marzo, tras la retirada de este. Las tropas nacionalistas cometieron desmanes contra los extranjeros que se encontraban en la ciudad y asesinaron a seis. Los buques de guerra estadounidenses y británicos respondieron bombardeando una zona de la ciudad para proteger a sus ciudadanos y causaron varias decenas de muertos antes de que se calmase la situación. Estos disturbios y otros sucedidos en otras partes del país impelieron a la retirada de miles de misioneros cristianos: dos mil quinientos se refugiaron en Shanghái, mientras que otros cinco mil abandonaron el país. Aunque a principios de la década siguiente algunos volvieron, nunca hubo tantos como antes de los disturbios de Nankín.

### Avance pasajero al norte del Yangtsé y contraofensiva del norte (marzo-junio de 1927)

China central y septentrional, donde aconteció la segunda parte de la primera etapa de la expedición. La zona cambió de manos varias veces hasta que el Kuomintang se apoderó definitivamente de ella.

Las fuerzas de Zhang Zuolin cruzaron Henan para dirigirse hacia el sur en febrero de 1927, a pesar de la oposición de Wu Peifu. La división de los subordinados de Wu entre partidarios y opositores a cooperar con Zhang facilitaron la maniobra. Las unidades de Zhang habían cruzado el río Amarillo y alcanzado Kaifeng y Changzhou el 15 de marzo.
Chiang tuvo que hacer frente a una contraofensiva emprendida por Zhang Zongchang desde Shandong a finales de la primavera, que llegó a las puertas de Nankín. En el este, las fuerzas norteñas recuperaron Anhui y Jiangsu en abril. El ENR solamente conservó un pequeño sector del oeste de la primera. Mientras, los rivales izquierdistas del Chiang del Gobierno de Wuhan tuvieron que afrontar el ataque simultáneo del hijo de Zhang Zuolin, el joven Zhang Xueliang, que avanzó hacia Wuhan.
Feng y las fuerzas del Kuomintang emprendieron una nueva ofensiva a principios de mayo. Cada uno de los Gobiernos rivales del Kuomintang acometió las nuevas operaciones por separado: el de Wuhan en Henan y el de Nankín en el norte de Anhui y Jiangsu. Los dos trataron de granjearse el favor de Feng, cuyas fuerzas consideraban importantes para adueñarse del norte del país.
Las negociaciones con Sun Chuanfang continuaban, pero no fructificaron, por lo que el ENR retomó la ofensiva hacia el norte del Yangtsé el 10 de mayo. Li Zongren se sumó a la operación seis días más tarde, atacando desde el reducto occidental de Anhui hacia Hefei. Se apoderó luego de Bengbu  y Suzhou a finales de mes, expulsando a Zhang Zongchang de la provincia y obligándolo a replegarse a Shandong. Al mismo tiempo, el 1.er Ejército volvió penetrar en Jiangsu para enfrentarse a las unidades de Sun y el 9 de junio conquistó Haizhou, extremo oriental del ferrocarril que unía Zhengzhou (Henan) con la costa. Los ejércitos del norte gozaban de ventaja en artillería, pero se movían con mayor lentitud, lo que permitía al ENR flanquear sus posiciones y amenazar las líneas ferroviarias, cruciales para el enemigo.
Seiscientos kilómetros al oeste, los setenta mil soldados del Gobierno de Wuhan, mandados por Tang Shengzi, cruzaron las montañas para internarse en la provincia de Henan. El grueso de las fuerzas norteñas se había desplegado a lo largo de la línea férrea Pekín-Hankou a partir de finales de marzo, y entró en combate con las unidades de Tang Shengzi, que marchaban hacia el norte, y con las de Feng Yuxiang, que avanzaban hacia el mismo punto desde el oeste, desde Luoyang. En el oeste, los ejércitos del Guomindang avanzaban hacia Henan y Feng Yuxiang lo hacía desde el noroeste. A los sesenta o setenta mil soldados del Kuomintang se enfrentaron los restos de las fuerzas de Wu Peifu, divididas entre los partidarios de aliarse con Zhang Zuolin y los que preferían hacerlo con Feng, que recibían además dinero del Gobierno de Wuhan. Wu fue derrotado totalmente en Zhumadian el 14 de mayo, donde había tratado de detener la marcha hacia el norte de las unidades de Wuhan. Tang había empleado a algunas unidades de Wu que se acababan de pasar a sus filas para derrotarlo. La derrota acabó con la carrera militar de Wu, que se refugió en Sichuán, y dejó la defensa de la provincia a las unidades de Zhang, mandadas por su hijo Zhang Xueliang. Las fuerzas sureñas lo vencieron en enconadas batallas el 17 y 28 de mayo, que les permitieron apoderarse de varios importantes nudos ferroviarios tras varios cruentos choques en los que sufrieron grandes bajas a mediados de mes y que obligaron a Zhang Xueliang a replegarse tras el río Amarillo a principios de junio. Los dos bandos sufrieron copiosas pérdidas en los choques que se libraron entre el 21 y el 28 de mayo. Zhang se había ido replegando tras diversos ríos ante las embestidas frontales y del flanco del enemigo.
Por su parte, Feng había emprendido el ataque al flanco occidental de las unidades de Zhang Xueliang el 6 de mayo y conquistó Loyang el 28 del mes y siguió avanzando hacia el este. Se acercaba cada vez más a Zhengzhou, punto estratégico, pues allí el ferrocarril Pekín-Hankou cruza el río Amarillo. El peligro de le cortasen la retirada hacia el norte y las copiosas bajas que había sufrido en las batallas contra Tang impelieron a Zhang a replegarse al norte del gran río. Tardíamente y aprovechando que Zhang estaba enfrascado en los combates con las unidades fieles al Gobierno de Wuhan, Feng atacó su retaguardia, sin encontrar casi resistencia, y conquistó el estratégico nudo ferroviario de Zhengzhou. Perdió apenas cuatrocientos soldados en la maniobra, mientras que las bajas de las unidades aliadas de Wuhan alcanzaban ya las catorce mil. La retirada enemiga permitió al Guominjun hacerse con Kaifeng a finales de mes. Las fuerzas de Feng y Tang se encontraron en Zhengzhou el 1 de junio, tras desbaratar los restos de las unidades de Wu Peifu y las de Zhang Zuolin que se replegaban a lo largo del ferrocarril Pekín-Hankou. La recia línea defensiva de Zhang a lo largo del río detuvo el avance nacionalista.
Zhang Zuolin se vio obligado a ordenar la retirada a Zhili y Shandong el 28 de mayo.
Por su parte, Chiang tomó Xuzhou el 3 de junio y obligó a las unidades de Sun Chuanfang y Zhang Zongchang a retirarse a Shandong. Chiang había repelido el ataque contra Nankín y avanzaba por Shandong, acercándose a Qingdao. El veloz avance de Li Zongren y el repliegue de los norteños alarmó al Gobierno japonés, que el 25 de mayo anunció el envío de tropas a Shandong para proteger a sus ciudadanos. Los soldados japoneses se desplegaron en Qingdao y Jinan, la capital de la provincia, lo que causó protestas de los nacionalistas chinos. El ENR se hallaba a menos de cien kilómetros de Qingdao a finales de junio.

### Cambio de bando de Yan Xishan, respaldo de Feng a Nankín y ataque a Wuhan
El 5 de junio Yan Xishan cambiaba de bando. Para entonces Yan Xishan, caudillo de Shanxi, se había pasado al Guomindang (3 de junio de 1927), debilitando aún más el frente de los caciques militares del norte y Chiang, mediante una maniobra envolvente, había tomado la capital de Sun Chuanfang, Nankín, en marzo. En el sur el Kuomintang forjaba alianzas: con Yan Xishan el 3 de junio y con Feng Yuxiang el 21. Yan, nombrado jefe del Ejército Revolucionario de la Ruta del Norte, trataba de mantener sus dominios y evitar una victoria total de cualquiera de los bandos, que le hubiese perjudicado.
Los combates con los caudillos militares del norte no pusieron fin a las disensiones entre los grupos de Kuomintang, en las que participaban sus aliados. En plena campaña contra Zhang Xueliang por el control de Henan, la derecha del partido se apoderó de Changsha y trató de conquistar también Wuhan. Mientras se libraban los combates con los ejércitos del norte, el envío del grueso de las tropas del Gobierno de Wuhan al frente permitió que sus rivales de Nankín aprovechasen el momento para despachar tropas contra él: uno de los generales de Sichuán que se había pasado al Kuomintang y respaldaba al Gobierno de Nankín penetró en Hubei, donde recibió el apoyo del comandante de la región. Los defensores de Wuhan, sin embargo, derrotaron a las fuerzas rebeldes el 19 de mayo. No obstante, los combates cortaron las comunicaciones con Changsha, donde las escasas tropas acantonadas en la ciudad acabaron luchando con las organizaciones obreras y campesinas y tomando el poder en la urbe. Los oficiales se oponían a la requisición de tierras para entregarlas a los campesinos, que afectaba a sus propias familias. La contrarrevolución que se desató en el oeste de Hubei y en Hunan causó miles de muertos. El intento del Gobierno de Wuhan de recuperar el control en Hunan fracasó. La desordenada marcha de unidades campesinas contra la ciudad el 31 de mayo —parte habían recibido la orden de abandonar la operación, mientras que otras continuaron el avance hacia la ciudad— también fracasó.
Por su parte, Feng titubeaba entre las ofertas de Wuhan y Nankín. El apoyo material y en instrucción que recibía de los soviéticos le hacía inclinarse por el primero, pero las promesas materiales (dos millones de dólares de plata mensuales y armamento) y de honores (la presidencia del nuevo Gobierno provincial de Henan) de Nankín y la crisis social y económica en Hunan equilibraban la disyuntiva. La ruptura del Gobierno de Wuhan con los comunistas facilitó la elección de Feng, que el 20 de junio ya había optado por respaldar a Nankín.
Por su parte, Tang Shengzi marchó con sus fuerzas hacia el noreste, a Anqing, maniobra que Nankín interpretó como amenaza y que le hizo retirar unidades del frente de Shandong para interponerse entre Tang y la capital oriental.
En septiembre, se resolvieron aparentemente las desavenencias entre Wuhan y Nankín.

### Dictadura de Zhang Zuolin

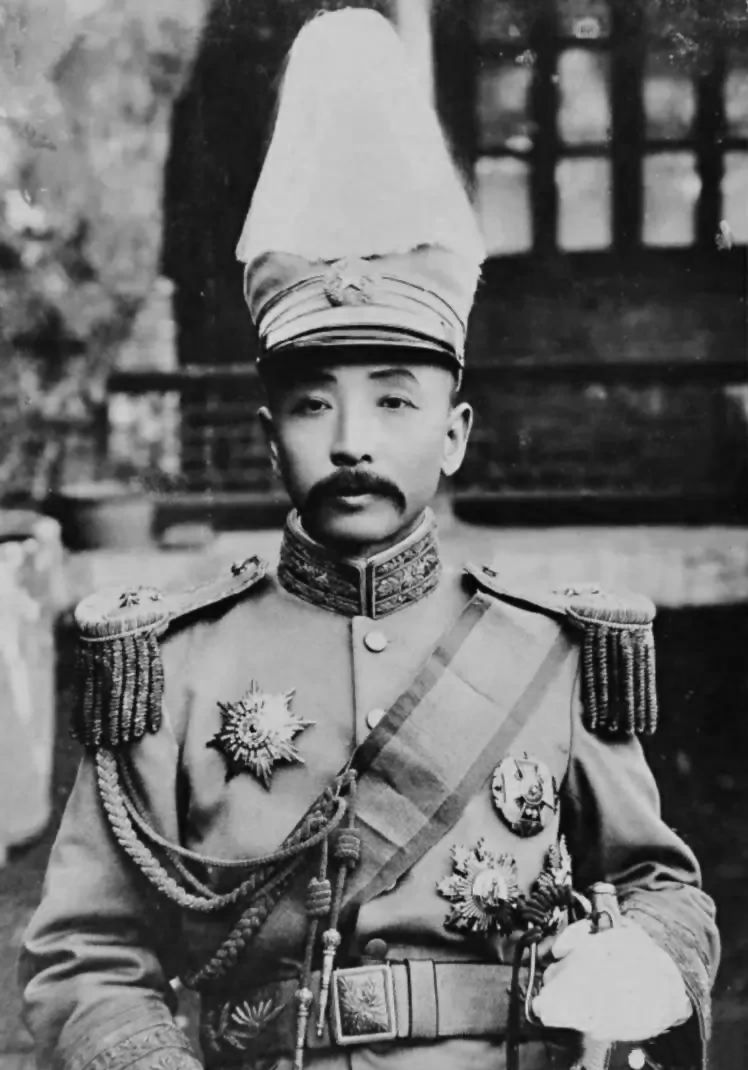
Zhang Zuolin, caudillo militar que controlaba Manchuria y que fue el principal militar opuesto al avance de los nacionalistas durante la última fase de la expedición.

Zhang Zuolin, al que Yan aconsejaba someterse también al Guomindang, abandonó todo disimulo y tomó el título de generalísimo del Gobierno Militar el 18 de junio, manteniéndose en la capital. Era en la práctica el dictador del norte del país. Por sus gestos parecía dispuesto a restaurar la monarquía y proclamarse emperador. Remozó el Gobierno, en el que colocó a personas claramente afines a su camarilla. Los japoneses le aconsejaron la retirada a Manchuria, pero rechazó el consejo.

#### Derrota del Anguojun en el Yangtsé y en el oeste (julio-diciembre de 1927)
Los combate se reanudaron los combates a mediados de julio. Los ejércitos del norte habían podido reagruparse tras perder Henan y aprovechar el debilitamiento del frente oriental del enemigo para recuperar terreno en ese sector. Sun Chuanfang avanzó hacia el sur y tomó Xuzhou el 24 del mes para atacar a las unidades de Feng en Henan oriental. Venció al 10.º Ejército del ENR, que se retiró a Anhui. Estabilizado ese frente, Sun continuó su avance por Yangzhou en dirección a Nankín. El hostigamiento de Feng Yuxiang y Yan Xishan en Hebei occidental y la contraofensiva que acometió Chiang Kai-shek no pudieron detener la marcha del enemigo hacia el sur. Sun recuperó Bengbu con sus cincuenta mil soldados el 9 de agosto y el ENR se retiró hacia Nankín. Cruzó el Yangtsé en dirección a la ciudad el 26 de agosto con cuarenta mil soldados, tras un intenso bombardeo de cobertura. La retirada de las últimas unidades enemigas al sur del río había concluido tan solo unos días antes, el día 19.
Se desató una lucha feroz por el dominio de la urbe. Mal abastecidas, sin apoyo suficiente y acosadas por los ejércitos que acudían a levantar el cerco y por los propios defensores, las unidades de Sun acabaron totalmente derrotadas. El intento de retirarse cruzando el Yangtsé sin barcos suficientes el 31 de agosto condujo a la destrucción del ejército, que sufrió miles de bajas. Se calcula que el ENR hizo treinta mil prisioneros y otros diez mil enemigos perecieron en los seis días que duró la batalla, si bien por su parte murieron entre ocho y diez mil soldados. El grave revés fue tanto militar como psicológico para los norteños y el final de la ofensiva para recuperar la zona del Yangtsé. Sun, que todavía contaba con más de diez mil hombres, se retiró a Shandong.
Al oeste, la ofensiva contra Feng acabó fracasando en el otoño. El 16 de diciembre, Feng recuperó Xuzhou y se unió a otras fuerzas que habían avanzado a lo largo de la línea férrea Tianjin-Pukou. Con el Anguojun concentrado en la defensa de Shandong, Pekín abandonó toda idea de emprender nuevos ataques hacia el sur.
En el oeste, el Anguojun trató de apoderarse de Shanxi, en especial para poder dominar la línea férrea Pekín-Hankou, necesaria para poder acometer nuevas ofensivas hacia el sur. Aunque derrotó en varios choques a las débiles fuerzas de Yan Xishan, este se limitó a defender su territorio y esperar la llegada de refuerzos del sur, lo que estabilizó este frente. A partir de diciembre de 1927, Yan se limitó a contener los ataques enemigos, animado por las derrotas de Zhang más al este.

## Segunda fase (abril-julio de 1928)

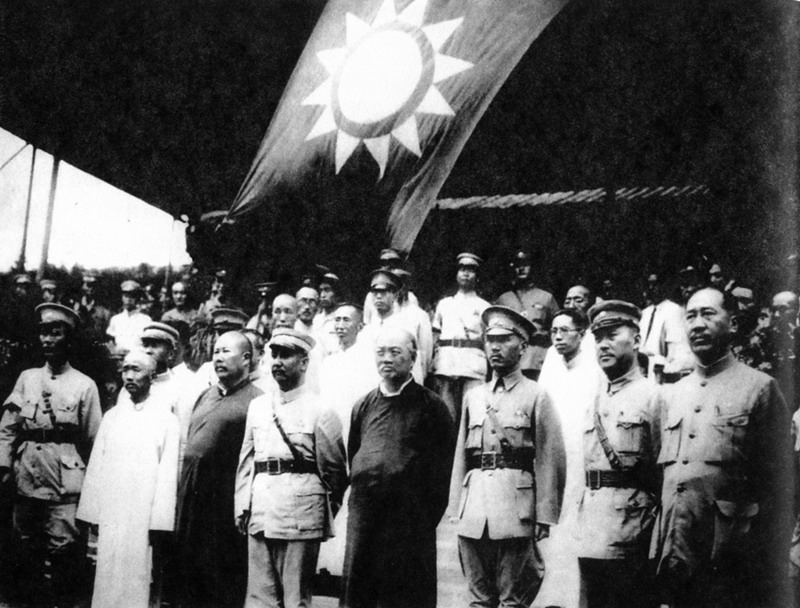
Generales y altos cargos de Guomindang en un homenaje a Sun Yatsen en julio de 1928, celebrando el final de la expedición y reunificación del país.

La reunificación imperfecta: los territorios controlados realmente por el Gobierno de Nankín al concluir la expedición y el resto de China, aún dominada por caudillos militares, formalmente sometidos al Gobierno pero, en realidad, autónomos.

El Guomindang reanudó su avance hacia el norte el 7 de abril de 1928. Contaba para entonces con alrededor de medio millón de soldados, divididos en cuatro fuerzas: el Guominjun de Feng Yuxiang, con trescientos diez mil; las unidades de Chiang Kai-shek, con doscientos noventa mil; las de la camarilla de Guangxi, con doscientos cuarenta mil; y las de Yan Xishan, con ciento cincuenta mil. Zhang Zuolin contaba con un número similar de tropas. Los combates se centraron en las tres principales líneas férreas que partían de Pekín (Pekín-Suiyuan, Pekín-Hankou y Pekín-Pukou).

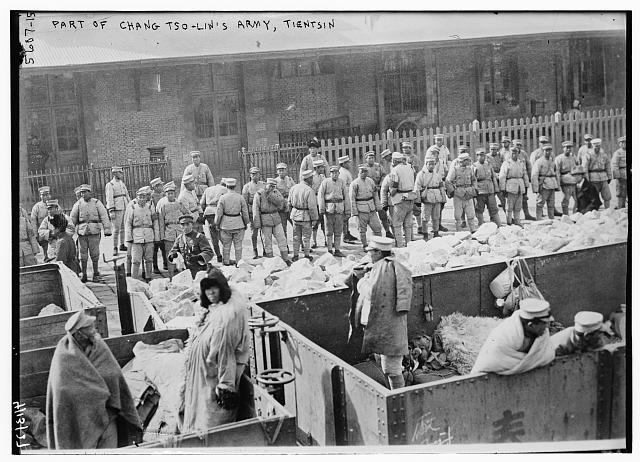
Soldados de Zhang Zuolin en Tianjin.

Aunque Zhang se reunió con sus principales asesores y lugartenientes el 19 de marzo para diseñar nuevas ofensivas, sus planes se vieron frustrados en cuanto se reanudaron los combates. Sus fuerzas, desmoralizadas, no deseaban seguir luchando. El mes de choques con las unidades de Feng a lo largo de la línea Pekín-Hankou acabó con las menguadas energías de las unidades nordistas. A comienzos de mayo, estas se retiraron y formaron una línea defensiva a la altura de Baoding.
Yan y Chiang emprendieron una maniobra en pinza en torno a Shandong, que defendía Zhang Zongchang. Dispusieron para ello de un cuarto de millón de soldados, que debían marchar en dirección a Jinan. Sun Chuanfang había tratado de atacar en dirección a Xuzhou, pero fue rápidamente rechazado y tanto él como Zhang Zongchang abandonaron apresuradamente Shandong. El 1 de mayo, las fuerzas de Chiang lograron cruzar el río Amarillo y Zhang Zongchang abandonó la provincia y se retiró a Pekín. Al día siguiente, Chiang entró en la capital provincial, Jinan. Las tropas japonesas rechazaron el avance del Guomindang en Shandong en el incidente de Jinan, obligando a Chiang Kai-shek a alejarse de la provincia para evitar la guerra con Japón. Chiang dejó la ciudad para continuar la marcha hacia Pekín. A finales de mes, el Gobierno japonés avisó a los contendientes de su intención de no permitir combates en Manchuria y a Zhang de que solamente se le admitiría su regreso a la región si no lo hacía perseguido por el Guomindang, lo que debilitó más su posición en Pekín. El 9 de mayo, Zhang Zuolin ordenó a sus fuerzas adoptar posiciones defensivas en torno a la capital. Sun Chuanfang y Zhang Zongchang, con los ejércitos 1.º, 2.º y 7.º, se atrincheraron en Dezhou; Zhang Xueliang, en Baoding con el 3.º y 4.º; y otro ejército, el 5.º, se dispuso en Kalgan. La caída de la capital del norte parecía inminente a finales del mes de mayo. Los defensores de Pekín acometieron una última ofensiva el 27 del mes, que fue pronto desbaratada por el enemigo; el día 30 los atacantes se replegaron al norte del río Liuli.
Necesitando mantener su base de poder en Manchuria, Zhang decidió plegarse a las exigencias japonesas y abandonar la capital para poder regresar a Manchuria (1 de junio de 1928). El anuncio de la marcha de la capital suponía admitir indirectamente la derrota. Zhang Zuolin fue asesinado por un grupo de oficiales japoneses el 4 de junio de 1928, durante la retirada a Manchuria, y su hijo, Zhang Xueliang, decidió pasarse teóricamente al Guomindang, lográndose el objetivo de la campaña, la unificación del país.
El 3 de julio, las primeras tropas nacionalistas entraron en Pekín y Tianjin.

## Consecuencias
Inmediatamente, se convocó una reunión para reducir el número de tropas de las más de dos millones doscientas mil a novecientas mil; a las negociaciones acudieron los principales caudillos militares que habían obtenido la victoria: Feng, Yan y Bai Chongxi —representante de la camarilla de Guangxi—. La meta no se alcanzó, porque los caudillos militares se mostraron remisos a reducir sus fuerzas. El mantenimiento de los ejércitos, muchos de ellos independientes del Gobierno de Nankín, acaparó gran parte de los recursos de la nación.
El 10 de octubre, aniversario de la Revolución de Xinhai, el gabinete de Nankín tomó posesión como Gobierno nacional con un sistema de partido único —el Kuomintang—, con el poder ejecutivo concentrado teóricamente en el comité ejecutivo central de treinta y seis miembros pero, en la práctica, en el comité de dirección, presidido por el comandante en jefe de las Fuerzas Armadas, Chiang. Pekín, que había dejado de ser la capital, cambió de nombre y se llamó desde entonces y durante algunos años Peiping, «Paz Septentrional».